# Österkalmare
Österkalmare är en by i Jomala på Åland. Österkalmare har 432 invånare (2018).

## Etymologi
Byn Kalmare är uppkallad efter Kalmar i Småland. En äldre form av namnet är Kalmarne, byn har delats upp i Vesterkalmare och Österkalmare.

## Befolkningsutveckling
| Befolkningsutvecklingen i Österkalmare 2000–2015 | Befolkningsutvecklingen i Österkalmare 2000–2015 | Befolkningsutvecklingen i Österkalmare 2000–2015 | Befolkningsutvecklingen i Österkalmare 2000–2015 | Befolkningsutvecklingen i Österkalmare 2000–2015 |
| ------------------------------------------------ | ------------------------------------------------ | ------------------------------------------------ | ------------------------------------------------ | ------------------------------------------------ |
|                                                  |                                                  |                                                  |                                                  |                                                  |
| År                                               |                                                  |                                                  | Folkmängd                                        |                                                  |
| 2000                                             | 2000                                             |                                                  | 159                                              |                                                  |
| 2005                                             | 2005                                             |                                                  | 246                                              |                                                  |
| 2010                                             | 2010                                             |                                                  | 352                                              |                                                  |
| 2015                                             | 2015                                             |                                                  | 425                                              |                                                  |